# Pseudozarba abbreviata
Pseudozarba abbreviata là một loài bướm đêm trong họ Noctuidae.